# Барадзоку
Barazoku (яп. 薔薇族 Барадзоку, «розовый клан») — название одного из первых и наиболее длительно издававшихся журналов для геев. Был создан в июле 1971 года сыном владельца издательства «Дайни Сёбо» Бунгаку Ито, который сам не был гомосексуалом. Прекратил выпускаться в 2004 году. «Розовый» в данном случае является отсылкой к цветку, а не цвету.
Предпринималось несколько попыток возродить журнал: две в 2005 и одна в 2007 году.